# Сидор, Василий Дмитриевич
Васи́лий Дмитриевич Си́дор (укр. Василь Сидор), также известный под псевдонимом «Шелест» (другие псевдонимы: «Конрад», «Кравс», «Зов», «Лесовик», «Ростислав Вышитый»; 24 февраля 1910, с. Спасов, Королевство Галиции и Лодомерии, Австро-Венгрия — 14 апреля 1949, близ с. Ясень, Станиславская область, УССР, СССР) — украинский националистический деятель периода Второй мировой войны, член ОУН(б) и УПА. В 1941—1942 годах — член батальона «Нахтигаль». В 1944—1949 годах — командир УПА-Запад. Полковник УПА (1946).

## Биография
Василий Сидор родился в селе Спасов в Галиции (ныне — во Львовской области Украины. В 1931 году он окончил гимназию в Пшемысле, затем обучался в школе подхорунжих армии Польши, однако уже в 1932 году был исключён оттуда в связи с политической неблагонадёжностью.
В 1930-х годах стал членом «Пласта» и Организации украинских националистов. В 1936 году был назначен военным референтом краевой экзекутивы ОУН на северо-западных украинских землях, затем стал организатором боевой группы ОУН «Волки», военным референт краевой экзекутивы ОУН на западноукраинских землях (1940). Преподавал на военных курсах ОУН в Кракове. В 1935 году и с 1937 по 1939 годы находился в заключении в польских тюрьмах.
Накануне начала Великой Отечественной войны Сидор вступил в батальон «Нахтигаль», в составе которого командовал сотней в 201-м батальоне в ранге поручика.
В ноябре 1942 года Сидор вместе с Юлианом Ковальским во время отпуска приехали в Киев, где в качестве мести выследили и застрелили на улицах города двух агентов гитлеровской СД, которые были причастны к убийству Дмитрия Мирона (Орлика).

Летом 1943 года начал руководить краевым военным штабом УПА на Волыни, а с августа того же года был членом Главного Совета ОУН и Главного военного штаба УПА. 8 июля 1943 года был повышен до ранга майора УПА. В 1944 году получил назначение на пост краевого командира УПА-Запад, стал членом Провода ОУН на западноукраинских землях, Провода ОУН(б) (с 1947 года); также был краевым проводником ОУН Карпатского края, генеральным судьёй ОУН. В 1946 году Сидор был произведён в ранг полковника УПА и награждён Серебряным Крестом Боевой Заслуги 2-го класса. С 1947 года состоял в должности заместителя главного командира УПА. Убит вместе с женой Надеждой Сидор-Романовой во время боя с сотрудниками МГБ у села Ясень (теперь Ивано-Франковская область Украины).